# Libys
Libys är ett utdött släkte av förhistoriska tofsstjärtfiskar, som levde under juraperioden. Fossil har hittats i Tyskland. Libys tillhör familjen Latimeridae, som också är familjen för tofsstjärtfiskar.

## Utbredning
Fossil av dessa fiskar har hittats i Tyskland, i den berömda fyndplatsen Solnhofen.

## Arter
- Libys superbus Reis, 1888
- Libys polypterus